# Глейд (Канзас)
Глейд (англ. Glade) — місто (англ. city) в США, в окрузі Філліпс штату Канзас. Населення — 52 особи (2020).

## Географія
Глейд розташований за координатами 39°40′59″ пн. ш. 99°18′41″ зх. д. / 39.68306° пн. ш. 99.31139° зх. д. (39.683164, -99.311508).  За даними Бюро перепису населення США в 2010 році місто мало площу 0,64 км², уся площа — суходіл.

## Демографія
Згідно з переписом 2010 року, у місті мешкало 96 осіб у 39 домогосподарствах у складі 24 родин. Густота населення становила 151 особа/км².  Було 56 помешкань (88/км²).
Расовий склад населення:
| - 99,0 % — білих |

До двох чи більше рас належало 1,0 %. Частка іспаномовних становила 1,0 % від усіх жителів.
За віковим діапазоном населення розподілялося таким чином: 31,2 % — особи молодші 18 років, 55,3 % — особи у віці 18—64 років, 13,5 % — особи у віці 65 років та старші. Медіана віку мешканця становила 36,5 року. На 100 осіб жіночої статі у місті припадало 92,0 чоловіків;  на 100 жінок у віці від 18 років та старших — 94,1 чоловіків також старших 18 років.
За межею бідності перебувало 7,7 % осіб, у тому числі 0,0 % дітей у віці до 18 років та 22,2 % осіб у віці 65 років та старших.
Цивільне працевлаштоване населення становило 39 осіб. Основні галузі зайнятості: будівництво — 30,8 %, роздрібна торгівля — 17,9 %, освіта, охорона здоров'я та соціальна допомога — 15,4 %.